# Xiphodontidae
Os xifodontídeos (Xiphodontidae, do grego xiphos "espada", e odous (odont-), "dente" Família extinta de mamíferos placentários artiodáctilos, pertencentes à subordem Tylopoda. Eram endêmicos da Europa, e seus fósseis ocorrem do Eoceno Médio ao Eoceno Superior.

## Taxonomia
Família †Xiphodontidae Flower, 1884
- Gênero †Xiphodon Cuvier, 1822
  - †Xiphodon gracilis
- Gênero †Dichodon Owen, 1847
  - †Dichodon cuspidatus Owen, 1847
- Gênero †Haplomeryx Schlosser, 1886
  - †Haplomeryx picteti
- Gênero †Paraxiphodon Sudre, 1978
  - †Paraxiphodon cournovense Sudre, 1978
  - †Paraxiphodon teulonense Sudre, 1978
- Gênero †Leptotheridium Stehlin, 1910